# 第4號交響曲 (柴可夫斯基)
F小調第4號交響曲，是俄國作曲家柴可夫斯基的第36號作品，創作於1877年5月至1878年1月期間。首演於俄曆1878年2月10日（公历2月22日）在聖彼得堡舉行，由尼古萊·魯賓斯坦指揮。

## 創作歷程
樂曲是題獻給他的財政資助人－俄國鐵路大亨富孀梅克夫人（Nadezhda von Meck）。梅克夫人透過尼古萊·魯賓斯坦和小提琴家高迪克（Iosif Kotek，柴可夫斯基的好友，亦曾盛傳是作曲家的同性密友）得知柴可夫斯基，並對他的作品頗為欣賞。於是她托兩人把書信交給柴可夫斯基，指願意成為他提供財政上的資助，但條件是兩人不可以有直接的往來。儘管如此，柴可夫斯基還是甚為感激，因此把本曲題獻給她。
1877年尾至1878年初，柴可夫斯基正身處意大利，12月時到訪威尼斯，樂曲的絕大部份亦是在這段期間創作的。
首演當日時，柴可夫斯基身處佛羅倫斯，最初他先收到梅克夫人的電報；及後再收到魯賓斯坦及樂手的電報，指演出還算成功，但實際的情況是聽眾的反應頗為冷淡。後來他再發電報給另一位作曲家朋友塔涅耶夫才得知事實。同樣地，差不多十年後的美國首演也不太成功，要直至作曲家離世後，才慢慢被聽眾所接受。

## 分析

### 配器
| - 木管樂器 - 短笛僅第三、第四樂章 - 長笛：2 - 雙簧管：2 - 單簧管：2 - 低音管：2 | - 銅管樂器 - 法國號：4 - 小號：2 - 長號：3 - 低音號 | - 敲擊樂器 - 定音鼓 - 大鼓、鈸、三角鐵僅第四樂章 | - 弦樂器 - 第一小提琴 - 第二小提琴 - 中提琴 - 大提琴 - 低音提琴 |

依照工具書《管弦樂作品手冊》指示，上述之配器可簡記為"*3 2 2 2—4 2 3 1—tmp+3—str"。

### 形制
本樂曲共四樂章，全曲演奏時間約為45分鐘。

#### 第一樂章
持續的行板（Andante sostenuto）－富生氣的中板（Moderato con anima）－稍快的中板（Moderato assai）－頗似行板（quasi Andante）－活潑的快板（Allegro vivo）
「這是命運。命運的力量要妨礙想達成目的而趨向幸福的衝動。這是充滿嫉妒心，監視不讓幸福與平安佈滿天空的力量，就像達摩克利茲的劍一般懸掛在頭頂上，而且絕不移動，經常欺虐靈魂的命運的力量。」—柴可夫斯基致梅克夫人信

#### 第二樂章
如歌曲般的小行板（Andantino in modo di canzona）
「第二樂章表現哀愁的另一個相貌。累於工作，獨坐，雖拿出書本，卻滑落地上。那是會在傍晚出現的憂鬱感。過去的回憶，一幕又一幕出現。懷念昔日雖快樂，但是這麼多的事情逝去，那麼多悲傷，這些決不再回來的。」—致梅克夫人信

#### 第三樂章
諧躍曲（Scherzo）：反覆撥絃（Pizzicato ostinato），快板（Allegro）
「第三樂章並沒有表現一定的感情，那是綺想曲似的阿拉伯舞曲，是喝些許酒後，在酒醉初期浮現在頭腦裡的莫名的各種形象。」—致梅克夫人信

#### 第四樂章
熱情的快板（Allegro con fuoco）
「這世界不是只有黑暗。有許多純樸的人間歡樂。⋯⋯如果你在自己裡找不到喜樂的動機，那就看別人吧。跑進民眾裡面。看他們如何打成一片，浸在喜悅的感情裡歡樂。當我們要跑進民眾裡面，就會出現那可惡的「命運主題」⋯⋯他們純樸的群眾，不會理解我們黑暗的生活，但如果能夠跟他們一起高興他們的幸福，那就能獲得生存的希望。」—致梅克夫人信

## 外部連結
- 柴可夫斯基第4號交響曲：国际乐谱典藏计划上的乐谱